# Eduardo Cadillac
Eduardo Osvaldo Cadillac (Villa Ballester, Buenos Aires, Argentina, 8 de octubre de 1952) es un exjugador y exentrenador de baloncesto de nacionalidad argentina. Tiene una altura de 1,82 metros y ocupó la posición de base.
Es considerado por muchos como uno de los mejores bases argentinos.
Su máximo logro como jugador fue la consagración de la Copa Intercontinental 1983 con Obras.

## Carrera
Surgió en San Andrés, club donde su domicilio estaba cerca de la institución. 
Llegó a Obras Sanitarias en 1972, allí jugó hasta 1984, donde conquistó el Campeonato Argentino de Clubes 1975, 1976 y 1982. Se consagró campeón mundial en  la Copa William Jones de 1983.
Retornó a su club de origen San Andrés donde jugó entre 1984 y 1987. Fue campeón del Campeonato Argentino de Clubes 1984.
Tuvo su último paso como jugador en River Plate entre 1988 hasta su retiro en 1992.

### Selección Argentina
Participó en el Campeonato Mundial de Puerto Rico 1974 donde terminó en el undécimo puesto.
Jugó cuatro Campeonatos Sudamericanos: Medellín 1976 donde obtuvo la medalla dorada, Valdivia 1977 consiguió la medalla de bronce, Bahía Blanca 1979 obtuvo la medalla dorada y en San Pablo 1983 fue finalista.
Disputó tres Juegos Panamericanos: D.F. México 1975 obteniendo un séptimo puesto, San Juan 1979 finalizando en la sexta ubicación y Caracas 1983 donde culminó en la quinta posición.
Compitió en dos Preolímpico: San Juan 1980 donde obtuvo la medalla de bronce y San Pablo 1984 terminando en el séptimo puesto.
Con la Selección Nacional, disputó en total 66 partidos, con 37 triunfos y 29 derrotas. Obtuvo 2 títulos y anotó 497 puntos.

### Entrenador
Debutó como entrenador en Obras Sanitarias, allí estuvo en el cargo como entrenador en jefe entre 1997 y 1999. Entre 2000 y 2001 dirigió a Andino. Regresó a Obras en 2001 y se desempeñó en el cargo hasta 2004. Luego fue entrenador de Gimnasia (LP) donde dirigió entre 2004 y 2005. Tuvo un breve paso por Belgrano (SN) en 2005. En 2006 fue entrenador de Libertad (S). Dirigió a Boca Juniors en 2006 donde obtuvo tres títulos. Entre 2009 y 2010 entreno a Central Entrerriano. Su último paso como entrenador fue en Unión (S) para la temporada 2011.

## Trayectoria

### Como jugador
| Club             | País      | Año         |
| ---------------- | --------- | ----------- |
| Obras Sanitarias | Argentina | 1972 - 1983 |
| San Andrés       | Argentina | 1984 - 1987 |
| River Plate      | Argentina | 1988 - 1992 |

### Selección Argentina
- Campeón juvenil del Campeonato Sudamericano de Baloncesto 1972.
- Campeón del Campeonato Sudamericano de Baloncesto 1976.
- Campeón del Campeonato Sudamericano de Baloncesto 1979.

### Como entrenador
| Club                | País      | Año         |
| ------------------- | --------- | ----------- |
| Obras Sanitarias    | Argentina | 1997 - 1999 |
| Andino              | Argentina | 2000 - 2001 |
| Obras Sanitarias    | Argentina | 2001 - 2004 |
| Gimnasia (LP)       | Argentina | 2004 - 2005 |
| Belgrano (SN)       | Argentina | 2005        |
| Libertad (S)        | Argentina | 2006        |
| Boca Juniors        | Argentina | 2006        |
| Central Entrerriano | Argentina | 2009 - 2010 |
| Unión (S)           | Argentina | 2011        |

- Referencias:[4][5][6]

## Palmarés

### Como jugador

#### Campeonato nacionales
| Título                         | Club             | País      | Temporada |
| ------------------------------ | ---------------- | --------- | --------- |
| Campeonato Argentino de Clubes | Obras Sanitarias | Argentina | 1975      |
| Campeonato Argentino de Clubes | Obras Sanitarias | Argentina | 1976      |
| Campeonato Argentino de Clubes | Obras Sanitarias | Argentina | 1982      |
| Campeonato Argentino de Clubes | San Andrés       | Argentina | 1984      |

#### Campeonato internacionales
| Título            | Club             | País      | Temporada |
| ----------------- | ---------------- | --------- | --------- |
| Mundial de Clubes | Obras Sanitarias | Argentina | 1983      |

### Como entrenador

#### Campeonato nacionales
| Título                   | Club         | País      | Temporada |
| ------------------------ | ------------ | --------- | --------- |
| Copa Argentina           | Boca Juniors | Argentina | 2006      |
| Liga Nacional de Básquet | Boca Juniors | Argentina | 2006-07   |

#### Campeonato internacionales
| Título                                      | Club         | País      | Temporada |
| ------------------------------------------- | ------------ | --------- | --------- |
| Campeonato Sudamericano de Clubes Campeones | Boca Juniors | Argentina | 2006      |

- Referencias:[7][8]

### Menciones
- Premio Olimpia de Plata 1976.

- Premio Konex 1990.

Referencias: